# 20 kilomètres marche féminin aux Jeux olympiques d'été de 2000
Navigation
Athènes 2004
L'épreuve du 20 kilomètres marche féminin aux Jeux olympiques de 2000 s'est déroulée le 28 septembre 2000 dans les rues de Sydney, en Australie avec une arrivée au Stadium Australia. Elle est remportée par la Chinoise Wang Liping.
Il s'agit de la première épreuve féminine de marche disputée sur la distance de 20 kilomètres dans le cadre des Jeux olympiques, les épreuves précédentes (en 1992 à Barcelone et en 1996 à Atlanta) se déroulant sur 10 kilomètres.

## Résultats

### Finale
| Rang               | Athlète                      | Pays         | Temps           | Note |
| ------------------ | ---------------------------- | ------------ | --------------- | ---- |
| Médaille d'or      | Wang Liping                  | Chine        | 1 h 29 min 05 s | OR   |
| Médaille d'argent  | Kjersti Plätzer              | Norvège      | 1 h 29 min 33 s |      |
| Médaille de bronze | María Vasco                  | Espagne      | 1 h 30 min 23 s |      |
| 4                  | Erica Alfridi                | Italie       | 1 h 31 min 25 s |      |
| 5                  | María Guadalupe Sánchez      | Mexique      | 1 h 31 min 33 s |      |
| 6                  | Norica Câmpean               | Roumanie     | 1 h 31 min 50 s |      |
| 7                  | Kerry Saxby-Junna            | Australie    | 1 h 32 min 02 s |      |
| 8                  | Tatyana Gudkova (athlétisme) | Russie       | 1 h 32 min 35 s |      |
| 9                  | Nataliya Misyulya            | Biélorussie  | 1 h 33 min 08 s |      |
| 10                 | Gillian O'Sullivan           | Irlande      | 1 h 33 min 10 s |      |
| 11                 | Athina Papayianni            | Grèce        | 1 h 33 min 14 s | PB   |
| 12                 | Valentyna Savchuk            | Ukraine      | 1 h 33 min 22 s |      |
| 13                 | Ana Maria Groza              | Roumanie     | 1 h 33 min 38 s |      |
| 14                 | Susana Feitor                | Portugal     | 1 h 33 min 53 s |      |
| 15                 | Yuan Yufang                  | Malaisie     | 1 h 34 min 19 s | SB   |
| 16                 | Kristina Saltanovič          | Lituanie     | 1 h 34 min 24 s |      |
| 17                 | Michelle Rohl                | États-Unis   | 1 h 34 min 26 s |      |
| 18                 | Mária Urbanik                | Hongrie      | 1 h 34 min 45 s |      |
| 19                 | Beate Gummelt                | Allemagne    | 1 h 34 min 59 s |      |
| 20                 | Encarna Granados             | Espagne      | 1 h 35 min 06 s |      |
| 21                 | Svetlana Tolstaya            | Kazakhstan   | 1 h 35 min 19 s |      |
| 22                 | Nora Leksir                  | France       | 1 h 35 min 29 s |      |
| 23                 | Fatiha Ouali                 | France       | 1 h 35 min 35 s |      |
| 24                 | Vira Zozulya                 | Ukraine      | 1 h 35 min 43 s |      |
| 25                 | Kim Mi-Jung                  | Corée du Sud | 1 h 36 min 09 s | NR   |
| 26                 | Mara Ibañez                  | Mexique      | 1 h 36 min 17 s |      |
| 27                 | Eva Pérez                    | Espagne      | 1 h 36 min 35 s |      |
| 28                 | Valentina Tsybulskaya        | Biélorussie  | 1 h 36 min 44 s |      |
| 29                 | Anikó Szebenszky             | Hongrie      | 1 h 36 min 46 s |      |
| 30                 | Jolanta Dukure               | Lettonie     | 1 h 36 min 54 s |      |
| 31                 | Sonata Milušauskaitė         | Lituanie     | 1 h 37 min 14 s |      |
| 32                 | Larisa Ramazanova            | Biélorussie  | 1 h 37 min 39 s |      |
| 33                 | Lisa Kehler                  | Royaume-Uni  | 1 h 37 min 47 s |      |
| 34                 | Ivis Martínez                | Salvador     | 1 h 38 min 07 s |      |
| 35                 | Olive Loughnane              | Irlande      | 1 h 38 min 23 s |      |
| 36                 | Khristina Kokotou            | Grèce        | 1 h 38 min 52 s |      |
| 37                 | Anita Liepiņa                | Lettonie     | 1 h 39 min 17 s |      |
| 38                 | Chen Yueling                 | États-Unis   | 1 h 39 min 36 s |      |
| 39                 | Lisa Sheridan-Paolini        | Australie    | 1 h 40 min 57 s |      |
| 40                 | Yelena Kuznetsova            | Kazakhstan   | 1 h 42 min 45 s |      |
| 41                 | Teresita Collado             | Guatemala    | 1 h 43 min 28 s |      |
| 42                 | Geovana Irusta               | Bolivie      | 1 h 43 min 34 s |      |
| 43                 | Zuzana Blažeková             | Slovaquie    | 1 h 44 min 03 s |      |
| 44                 | Debbi Lawrence               | États-Unis   | 1 h 47 min 20 s |      |
| 45                 | Bahia Boussad                | Algérie      | 1 h 52 min 50 s |      |
| —                  | Kathrin Born-Boyde           | Allemagne    | DNF             |      |
| —                  | Aida İsayeva                 | Azerbaïdjan  | DNF             |      |
| —                  | Olga Polyakova               | Russie       | DNF             |      |
| —                  | Katarzyna Radtke             | Pologne      | DNF             |      |
| —                  | Annarita Sidoti              | Italie       | DNF             |      |
| —                  | Maya Sazonova                | Kazakhstan   | DNF             |      |
| —                  | Irina Stankina               | Russie       | DNF             |      |
| —                  | Liu Hongyu                   | Chine        | DQ              |      |
| —                  | Graciela Mendoza             | Mexique      | DQ              |      |
| —                  | Janice McCaffrey             | Canada       | DQ              |      |
| —                  | Elisabetta Perrone           | Italie       | DQ              |      |
| —                  | Jane Saville                 | Australie    | DQ              |      |

## Légende
Records et Performances
- AR : Record continental (area record)
- CR : Record des championnats (championship record)
- MR : Record du meeting (meet record)
- NR : Record national (national record)
- OR : Record olympique (olympic record)
- PR : Record paralympique (paralympic record)
- PB : Record personnel (personal best)
- SB : Meilleure performance personnelle de la saison (season's best)
- WL : Meilleure performance mondiale de l'année (world leader)
- WJR : Record du monde junior (world junior record)
- WR : Record du monde (world record)

Circonstances et Conditions
- DNF : N'a pas terminé (did not finish)
- DNS : N'a pas pris le départ (did not start)
- DQ : Disqualification (disqualification)
- NM : Aucun essai valable enregistré (No Mark)
- Q : Qualifié « directement » au prochain tour (ou à la prochaine compétition), lors d'une compétition majeure, grâce au classement ou à la réalisation des minima (automatic qualifier)
- q : Qualifié au prochain tour (ou à la prochaine compétition), lors d'une compétition majeure, grâce au repêchage ou à la réalisation de l'une des meilleures performances parmi celles des « non qualifiés directement » (grâce au meilleur temps ou à la meilleure distance par exemple) (secondary qualifier)